# 札幌市立西野中学校
札幌市立西野中学校（さっぽろしりつ にしのちゅうがっこう）は札幌市西区西野8条7丁目にある市立中学校である。
校舎は4階建て。グラウンドのほかに野球専用のグラウンドがあり、体育館は3階に位置している。
札幌市立西野第二小学校が平行に隣接している。2020年5月11日現在で、生徒数は550名。学級は16クラスである。　

## 沿革
- 1976年 - 札幌市立手稲東中学校から移籍、開校
- 合唱部　HBC音楽コンクールで最優秀賞受賞
- 1980年 - 合唱部NHK全国学校音楽コンクール北海道大会で最優秀賞(現・金賞)を受賞、北海道代表として全国大会へ
- 1983年 - 学級数37学級（生徒数1,594名）となり、市内最大のマンモス校となる
- 1984年 - 札幌市立福井野中学校の開校にともない、390余名が移籍
- 1986年 - リコーダー部　第7回全日本リコーダーコンテストに出場、金賞受賞(以後，第29回大会まで23年連続出場)
- 2000年 - 卒業式翌日、3年生による職員室乱入、放送室占拠、薬物乱用事件が発生。
- 2005年 - 開校30周年記念式典挙行
- 2006年 - リコーダー部　第26回全日本リコーダーコンテストに出場，花村賞受賞
- 2008年 - 男子ソフトテニス部　全道優勝、北海道代表として全国大会に出場(以後、2010年・2013〜15年は三連覇を成し遂げる)
- リコーダー部　第29回全日本リコーダーコンテストに出場，花村賞受賞
- 2010年 - リコーダー部　第31回全日本リコーダーコンテストに出場，花村賞受賞
- 2012年 - リコーダー部　第33回全日本リコーダーコンテストに出場(以後，第40回大会まで8年連続出場)
- 2015年 - 開校40周年記念式典挙行　男子ソフトテニス部　3年連続5回目の全国大会出場
- 2017年 - リコーダー部　第38回全日本リコーダーコンテストに出場　花村賞受賞
- 2018年 - 合唱部　NHK全国学校音楽コンクール北海道ブロックコンクールで銅賞受賞
- 2019年 - 合唱部　NHK全国学校音楽コンクール北海道ブロックコンクールで銀賞受賞
- リコーダー部　第40回全日本リコーダーコンテストに出場
- 2021年 - 合唱部　北海道合唱コンクール中学混声部門において金賞・支部長杯を受賞し第74回全日本合唱コンクール全国大会に北海道代表として出場(全国大会出場は41年ぶり)
- 第74回全日本合唱コンクール - 銅賞受賞

## 教育方針
- 豊かな個性をもつ生徒に育てる。
  - 自他を理解し、豊かな人間性を身につける。
  - 特性を発揮し、未来を選ぶ力を身につける。
  - より高い情操・礼節・品位を身につける。

- 心身共にたくましい生徒に育てる。  
  - 健康な体をつくる。
  - 困難に負けない、粘り強い心をつくる。
  - 進んで創意に富んだ実践をする。

- 健全な社会性をもつ生徒に育てる。 
  - 規則正しい生活をする。
  - 相手の身になって協力する。
  - 進んで奉仕活動をする

## 部活動

### 体育系部
- 野球部
- サッカー部
- 陸上部
- 男子ソフトテニス部
- 女子ソフトテニス部
- 男子バスケットボール部
- 女子バスケットボール部
- 女子バレーボール部
- 卓球部

### 文化系部
- 美術部
- リコーダー部
- 合唱部
- 演劇部

### 特別体育系部
- 剣道部
- 柔道部
- 水泳部
- スキー・スケート部
- 硬式テニス部
- バドミントン部

## 各局

### 放送局
昼の校内放送や行事の撮影を行う。
放送局の番組
- All afternoon Nishino
  - 2018年現在昼に放送している番組。○○（栄養士）さんのいっただっきまーす（給食紹介のコーナー）→連絡事項→のんちゅうウィークリー→Music box(曲放送)（リクエストもあり）の順で番組が進められる。オープニング、エンディング曲はt-square ガーティの夢 。名前はニッポン放送の「オールナイトニッポン」を改変して作られた。

- NSC Time（旧生徒会アワー）
  - 2018年4月まであった生徒会の番組。2018年現在はのんちゅうウィークリーの一部になっている。

- MDX(エムデラックス)
  - 2005年に始まった音楽番組。曲のテーマを決めてリクエスト募集をしていた。現在は放送されていない。

- リクエスト ボン
  - 1990年代にはあったと思われる音楽番組。現在放送していない。

機材
- 音声関連
  - オープニング、エンディング曲はMDから送出している。曲はCDやUSBメモリから送出している。各教室のスピーカーはナショナル製、Victor製が混在している

- 映像関連
  - 映像はvictorのカメラ、EPSONのノートパソコン、DVDプレイヤーなどから送出している。ブラウン管テレビから映像を送出しているため画質が悪い。

- カメラ
  - カメラはビデオカメラのみでEverio 2台、Victor1台、SONY ハンディカム1台がある。

### 図書局
たまに本の朗読会などが行われる。

## 生徒会活動

### 生徒会
公園清掃ボランティアや雪かきボランティアの取り組みをしている。

### 常任委員会
- 生活
- 文化
- 保体
- 整美

## 校区
- 札幌市立西野第二小学校
- 札幌市立西野小学校
- 札幌市立平和小学校

## 周辺
- 西野交番
- 西消防署平和出張所